# Tamanho
O tamanho em geral é a magnitude ou as dimensões de uma coisa. Mais especificamente, o tamanho geométrico (ou tamanho espacial) pode se referir a dimensões lineares (comprimento, largura, altura, diâmetro, perímetro), área ou volume. O tamanho também pode ser medido em termos de massa, especialmente ao assumir uma faixa de densidade.
Em termos matemáticos, "tamanho é um conceito abstraído do processo de medição, comparando um mais longo com um mais curto". O tamanho é determinado pelo processo de comparação ou medição de objetos, que resulta na determinação da magnitude de uma quantidade, como comprimento ou massa, em relação a uma unidade de medida. Essa magnitude é geralmente expressa como um valor numérico de unidades em uma escala espacial previamente estabelecida, como metros.
Os tamanhos com os quais os humanos tendem a estar mais familiarizados são as dimensões corporais (medidas da antropometria), que incluem medidas como a altura e o peso do corpo humano. Essas medidas podem, em conjunto, permitir a geração de distribuições comercialmente úteis de produtos que acomodam os tamanhos corporais esperados, como com a criação de tamanhos de roupas e tamanhos de calçados, e com a padronização de dimensões da moldura de porta,, alturas de teto e tamanhos de camas.  A experiência humana de tamanho pode levar a uma tendência psicológica para o viés de tamanho, em que a importância relativa ou a complexidade percebida de organismos e outros objetos é julgada com base em seu tamanho em relação aos humanos e, particularmente, se esse tamanho os torna fáceis de observar sem ajuda.

## Percepção humana
Os humanos percebem com mais frequência o tamanho dos objetos por meio de pistas visuais. Um meio comum de perceber o tamanho é comparar o tamanho de um objeto recém-observado com o tamanho de um objeto familiar cujo tamanho já é conhecido. A visão binocular dá aos humanos a capacidade de percepção de profundidade, que pode ser usada para julgar qual dos vários objetos está mais próximo, e em quanto, o que permite alguma estimativa do tamanho do objeto mais distante em relação ao objeto mais próximo. A percepção do tamanho pode ser distorcida pela manipulação dessas dicas, por exemplo, por meio da criação de uma perspectiva forçada.

## Terminologia
Objetos sendo descritos por seu tamanho relativo são frequentemente descritos como sendo comparativamente grandes e pequenos, ou grandes e pequenos, embora "grande e pequeno tendam a ter conotações afetivas e avaliativas, enquanto grande e pequeno tendem a se referir apenas ao tamanho de uma coisa".

## Conceituação e generalização
O conceito de tamanho é frequentemente aplicado a ideias que não possuem realidade física. Em matemática, magnitude é o tamanho de um objeto matemático, que é um objeto abstrato sem existência concreta. Magnitude é uma propriedade pela qual o objeto pode ser comparado como maior ou menor do que outros objetos do mesmo tipo. Mais formalmente, a magnitude de um objeto é uma ordenação (ou classificação) da classe de objetos à qual ele pertence. Existem vários outros conceitos matemáticos de tamanho para conjuntos, como:
- medida (matemática), uma forma sistemática de atribuir a cada subconjunto adequado um número
- cardinalidade (igual se houver bijeção), de um conjunto é uma medida do "número de elementos do conjunto"
- para conjuntos bem ordenados: número ordinal (igual se houver um isomorfismo de ordem)